# Sé (Braganza)
Sé (llamada oficialmente Bragança (Sé)) era una freguesia portuguesa del municipio de Braganza, distrito de Braganza.

## Historia
Fue suprimida el 28 de enero de 2013, en aplicación de una resolución de la Asamblea de la República portuguesa promulgada el 16 de enero de 2013 al unirse con las freguesias de Meixedo y Santa Maria, formando la nueva freguesia de Sé, Santa Maria e Meixedo.

## Patrimonio
- Castillo de Braganza
- Rollo de Braganza
- Antiguos Paços Municipales de Braganza o Domus Municipalis
- Hospital Regional de Braganza y Centro de Salud Mental
- Iglesia Parroquial de São João Baptista (antigua Sé) o iglesia de Sé